# Гамбург-Ніндорф
Ніндорф (нім. Niendorf) — частина району Аймсбюттель вільного та ганзейського міста Гамбург. З часом Ніндорф перетворився з села землі Шлезвіг-Гольштейн у міський житловий район.